# Nikolauskirche (Hauingen)

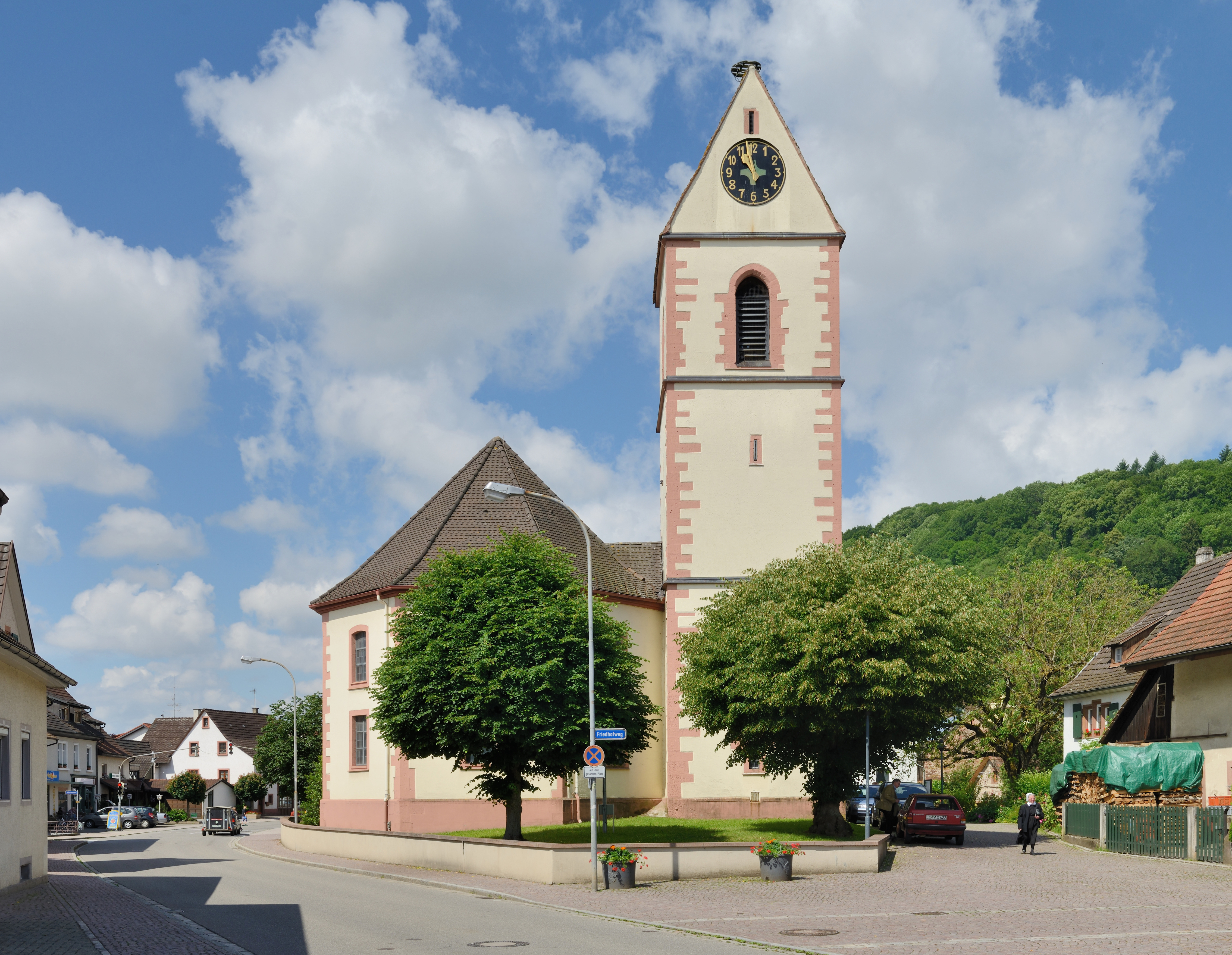
Nikolauskirche in Hauingen

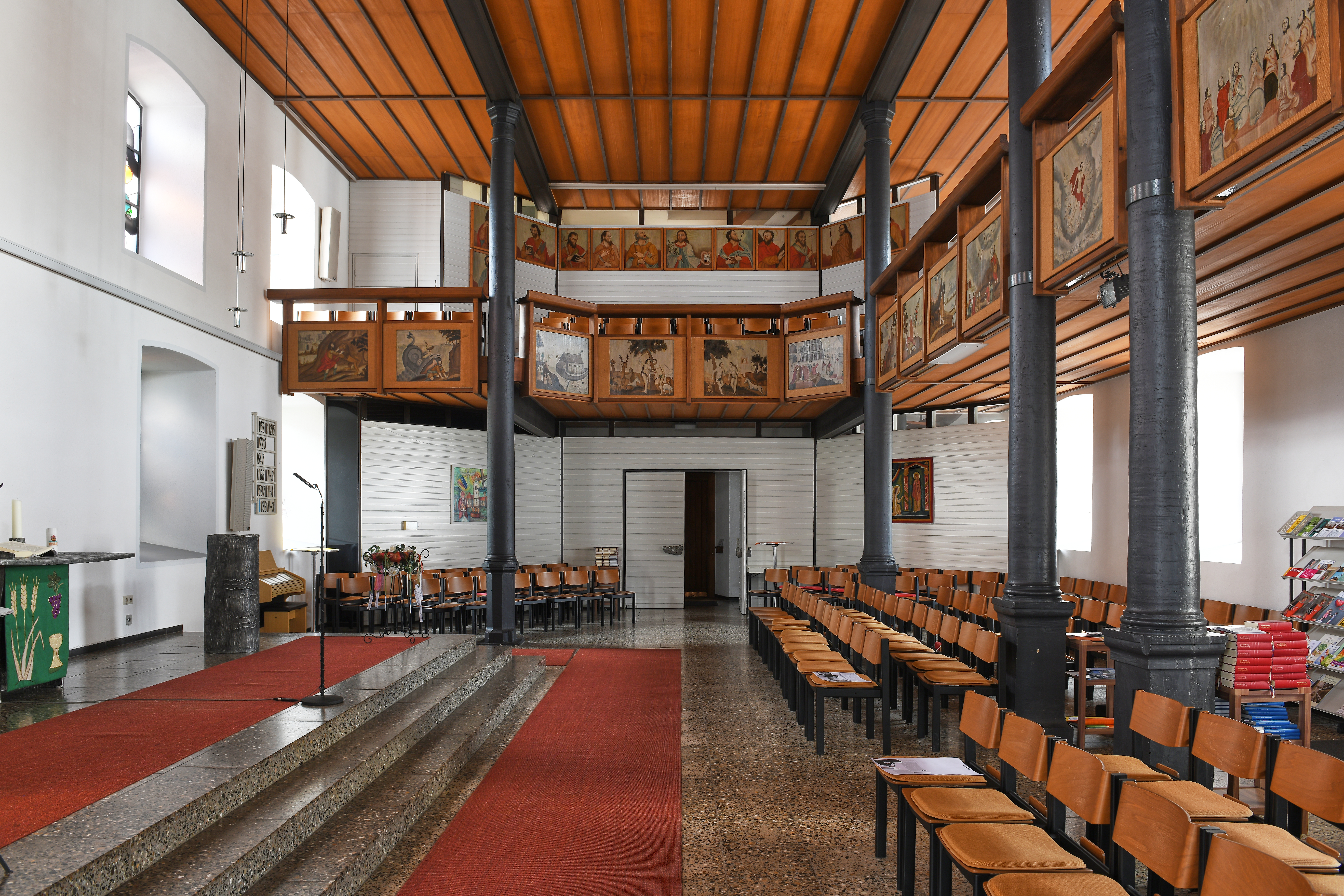
Innenaufnahme des Langhauses

Die Nikolauskirche im Lörracher Ortsteil Hauingen ist eine evangelische Kirche. Geweiht war sie vor der Reformation dem Heiligen Nikolaus. Nach der Reformation wurde sie stattdessen als Evangelische Kirche Hauingen bezeichnet. Seit dem Jahr 2000 trägt sie offiziell den Namen Nikolauskirche nach dem ursprünglichen Namenspatron. Die mitten im Dorfkern stehende Kirche wurde urkundlich erstmals 1103 erwähnt. Ihre Baukörper stammen aus unterschiedlichen Jahrhunderten. 1759 wurden die Eltern von Johann Peter Hebel hier getraut, somit ist die Kirche auch Station des im Jahr 2010 ins Leben gerufenen Hebel-Wanderwegs.

## Geschichte

### Ursprünge
Die Verehrung des Heiligen Nikolaus begann vor 950. Eine Nikolauskirche könnte es demnach auch schon gegeben haben. In alten Urkunden gibt es Straßen- und Flurbezeichnungen wie St. Nikolausmatten, St. Nikolausgarten oder St. Nikolausreben, die den Schluss nahelegen, dass an der Stelle der heutigen Kirche eine kleinere gestanden haben könnte. Archäologische Befunde dazu fehlen jedoch bisher. Im Markgräflerland gibt oder gab es insgesamt 19 Nikolauskirchen und -kapellen.
Die erste urkundliche Erwähnung der Kirche geht auf das Jahr 1083 zurück. In dem Schreiben des Klosters St. Alban von 1102/1103 wird die „Kirche von Hauingen mit ihren Zugehörigen“ (lateinisch: „ecclesiam de Houengen cum suis“) genannt. Das Kloster hatte das Recht, den Priester bzw. den Pfarrer zu ernennen und überschüssige Einkünfte der Pfarrei einzufordern. Dafür wurden die Geistlichen vom Kloster besoldet und die kirchlichen Gebäude unterhalten.
Das Kreuzgewölbe des Untergeschosses dürfte aus dem 14. Jahrhundert stammen. Der heute noch erhaltene Kirchturm weist an seiner Ostseite die eingemeißelte Jahreszahl 1469 („Anno Domini M CCCC LXIX“) der Erbauung auf. Der denkmalgeschützte Turm steht wahrscheinlich auf Fundamenten, die bereits davor bestanden haben.
Die älteste bekannte Glocke datiert aus dem Jahr 1653. Sie wurde von Hans Ulrich Rodt in Basel gegossen und zersprang 1909. Die zweite, größere Glocke war von 1733. Diese beiden sowie die Schulglocke aus dem Jahr 1781, die ebenfalls in Basel gegossen wurde, wurden 1909 eingeschmolzen.

### Trauung von Hebels Eltern

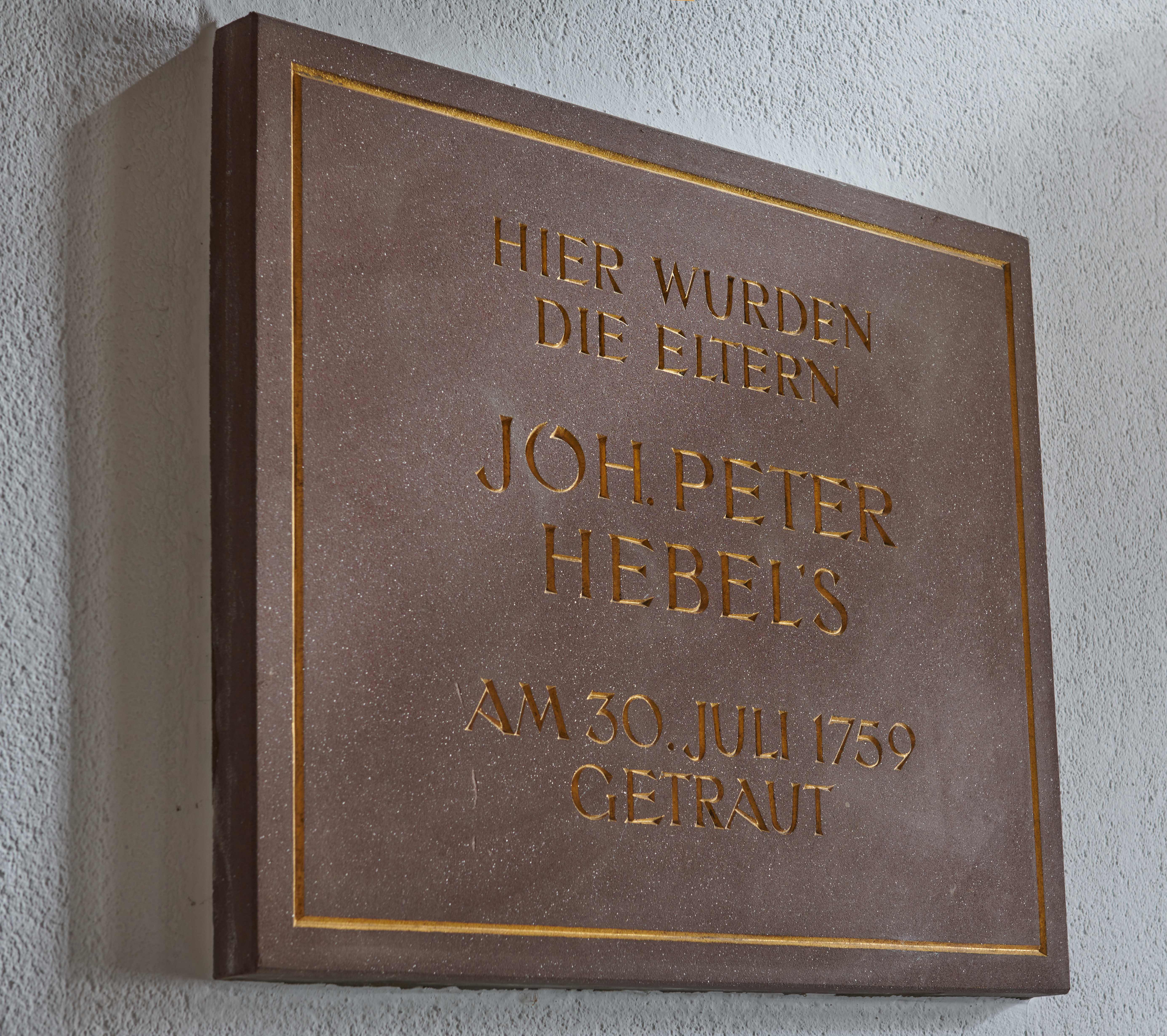
Erinnerungstafel zur Trauung von Hebels Eltern

Am 30. Juli 1759 wurden die Eltern von Johann Peter Hebel, Johann Jakob aus Simmern in der Kurpfalz und Ursula Hebel aus Hausen im Wiesental, durch Pfarrer Jacob Christoph Friesenegger getraut. Da die damaligen Arbeitgeber der Eltern Hebels, die Iselins aus Basel, die Hochzeit arrangierten, traf man sich etwa auf der Hälfte des Weges zwischen Hausen und Basel. Dazu kam, dass im 18. Jahrhundert in Basel zwei Menschen unterschiedlicher Konfession nicht heiraten durften. Die Hochzeit ist im Hauinger Kirchenbuch eingetragen. Die Eintragung lautet:

„Unter dem Ministerio (Dienst) des zu dieser Pfarrey d, 11. Mai 1759 gnädigst vocierten (berufenen) Pfarrers Jac.Christoph Friesenegger sind copuliert worden d. 30. July Joh.Jacob Helb, von Simmern aus der Chur-Pfalz gebürtig, Reformierter Relig., weyl Joh.Nicolai Helbs Burgers u. Leinenwebers daselbst hinterbliebener ehel. lediger Sohn, gleiches Handwerks, mit Ursula, weyl.Georg Örtlins, Bürgers und Inwohners in Hausen nachgelassener ehel. lediger Tochter.“

Seit dem 26. Juli 1959 erinnert eine vom Hebelbund Lörrach gestiftete Sandsteintafel an diese Trauung.

### Neubau des Langhauses
Durch die ansteigende Bevölkerung Hauingens ergab sich die Notwendigkeit, das alte Kirchenschiff zu vergrößern. Mehrfach wurden die Chorstühle erneuert und 1733 sah der Markgraf auch eine Reparatur und Erweiterung des Langhauses vor, die jedoch nicht zustande kam. Erst mit Besichtigungen im Herbst 1766 wurden die Pläne eines Neubaus konkretisiert. Mit dem 1767 begonnenen Neubau verdoppelten sich fast die Maße der Kirche zum Vorgängerbau. Die Gesamtkosten betrugen 6414 Gulden und 38 Kreuzer, die sich die Verwaltung in Rötteln (4276 Gulden, 25 Kreuze, 2 5/9 Pfennig) und das Kloster St. Alban (2138 Gulden, 12 Kreuzer, 3 7/9 Pfennig) aufteilten. Eine Gedenktafel über der zur Straße befindlichen Tür, die inzwischen zugemauert wurde, erinnert an den Neubau. Die Gemeinde leistete einen Beitrag, indem sie zur Ausschmückung der Empore den Maler Johannes Scherren aus Steinen 33 Holztafeln mit Motiven aus dem Alten und dem Neuen Testament anfertigen ließ, die 1769 angebracht wurden. Dabei weicht die Darstellung in einigen Details von den üblichen Kirchenbildern ab. Beispielsweise wird Jesus Christus als neuer Moses gezeigt; seine vom Haupt ausgehenden Strahlen erinnern weniger an den Heiligenschein als an das strahlende Aussehen des Moses. Außerdem hält er genau wie dieser in seiner Hand die Tafeln mit den Zehn Geboten.

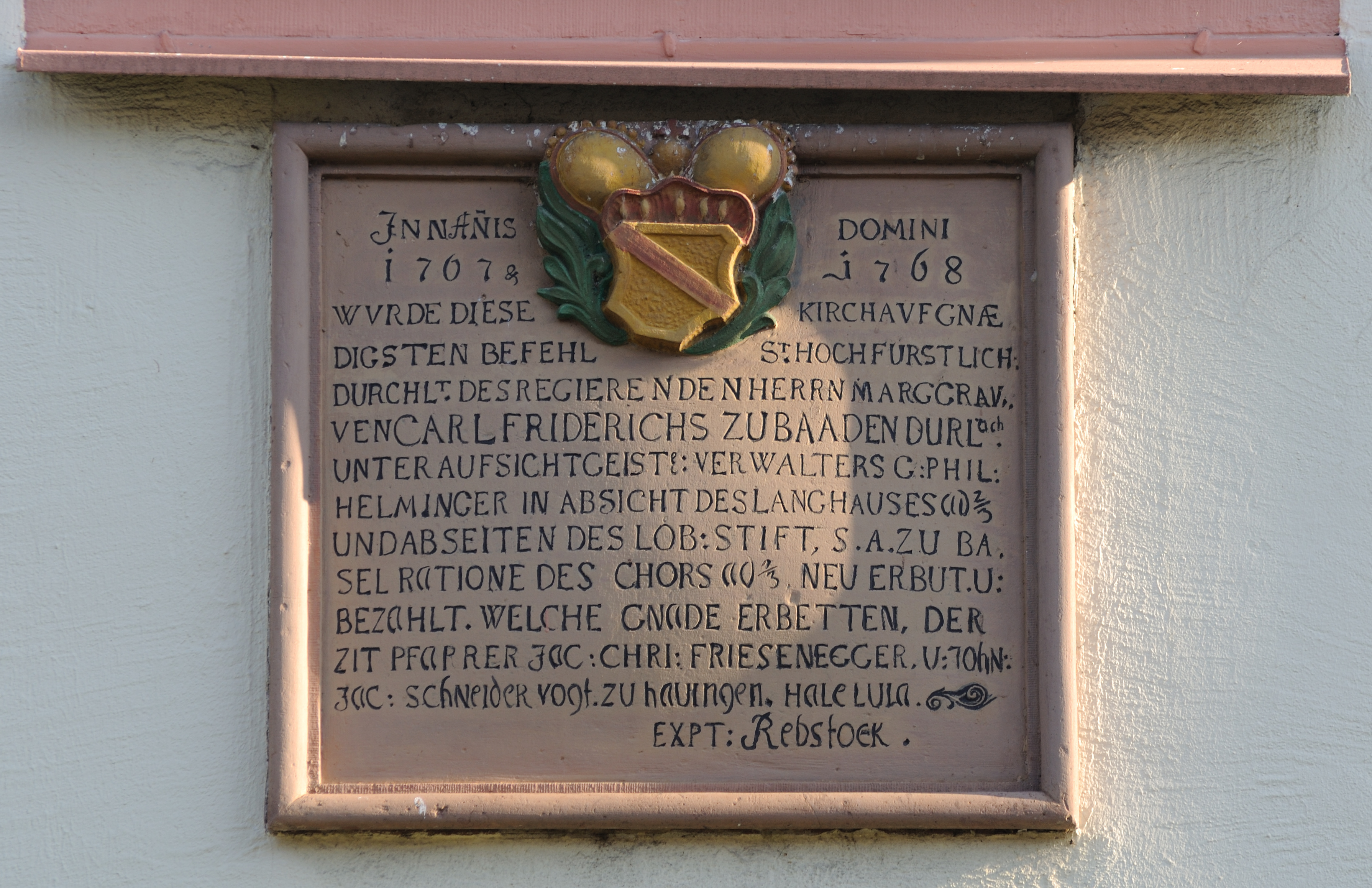
Gedenktafel zum Neubau 1767–1768

Der Text der Gründungstafel lautet:

„JNN ANIS DOMINI 1767–1768 wurde diese Kirch auf gnaedigsten Befehl S. Hochfürstlich Durchl(auch)t des regierenden Herren Marggraven Carl Friedrichs zu Baaden-Durl(ach) unter Aufsicht geist(lichen) Verwalters C.Phil. Helminger in Absicht des Langhauses ad 2/3 und abseiten des löb(lichen) Sift S(ankt) A(lban) zu Basel ratione des Chors ad 2/3 neu erb(a)ut u(nd) bezahlt. Welche Gnade erbetten derz(e)it Pfarrer Jac(ob) Chr(stian) Friesenegger u(nd) Joh(an)n Jac(ob) Schneider Vogt zu Hauingen. - Haleluja. Expt: Rebstock“

### Renovationen und Umgestaltungen
1851 sollten bei der Renovierung der Kirche die Bilder von Johannes Scherren übertüncht werden, anstatt sie zu restaurieren, zumal das deutlich preisgünstiger gewesen wäre. Die Gemeinde wehrte sich allerdings erfolgreich dagegen. Bei einer weiteren Renovierung 1919 gab es einen neuen Versuch, die Bilder zu übermalen. Der Kunstmaler Hermann Daur und der Kunstprofessor Max Laeuger setzten sich jedoch für die Erhaltung der Emporenbilder ein.

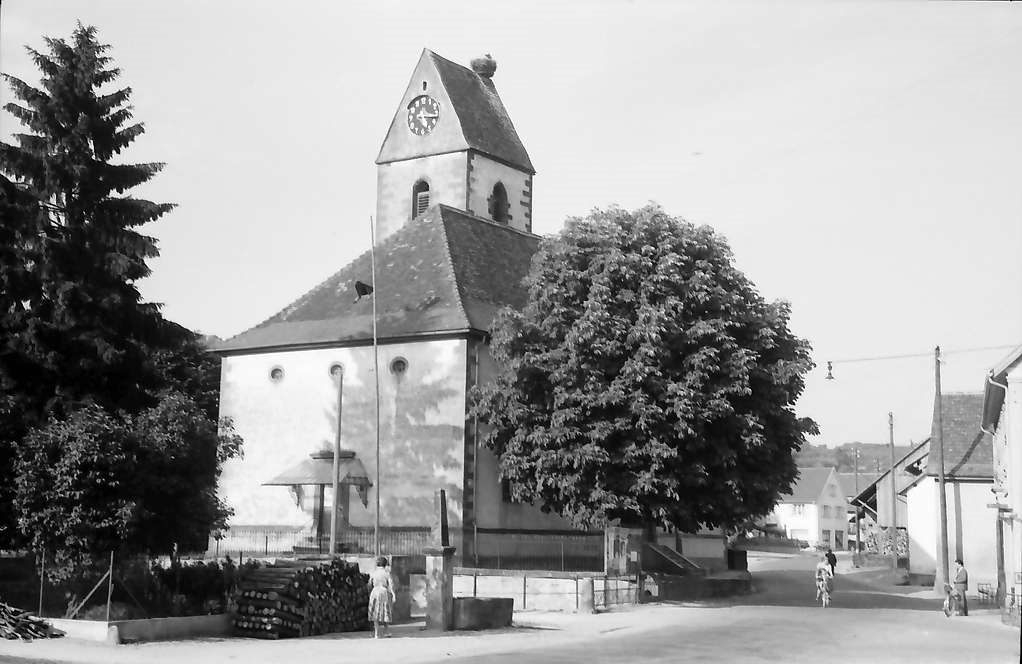
Hauinger Kirche 1959

In den Jahren 1969/1970 erfuhr der Innenraum eine grundlegende Umgestaltung, indem die Kirche in eine Quersaalkirche umgewandelt und ihre Ausstattung im Stil des späten Rokoko zunichtegemacht wurde. Der Altar, die Kanzel und der Taufstein von Rudolf Scheurer stehen nun erhöht vor der Südwand. Außerdem wurden fünf neue Glasfenster „Edelsteine am Weg“ nach Entwürfen von Jürgen Brodwolf eingesetzt und die Empore verkürzt. In diesem Zuge gelangten die 33 Bilder von Johannes Scherren zunächst in das  Dreiländermuseum, sind nun jedoch wieder auf der Empore (Apostelbilder) bzw. an deren Brüstung angebracht.
Im Jahr 2000 wurde der Kirchplatz neu gestaltet. Im Juli 2015 wurde das neue Läutewerk in Betrieb genommen, nachdem die Glocken monatelang zuvor außer Betrieb waren.
Im Sommer 2020 musste das Dach des Kirchturms der Nikolauskirche saniert werden. Weil in der Vergangenheit die Kirchturmuhren wichtige Zeitgeber für die Bevölkerung waren, trifft aufgrund alter Vereinbarungen die Pflicht zur Bauunterhaltung des Kirchturms die Stadt Lörrach. Die entschied sich, in diesem Zuge auch die Putzfassade reinigen und sanieren zu lassen.

## Beschreibung

### Kirchenbau

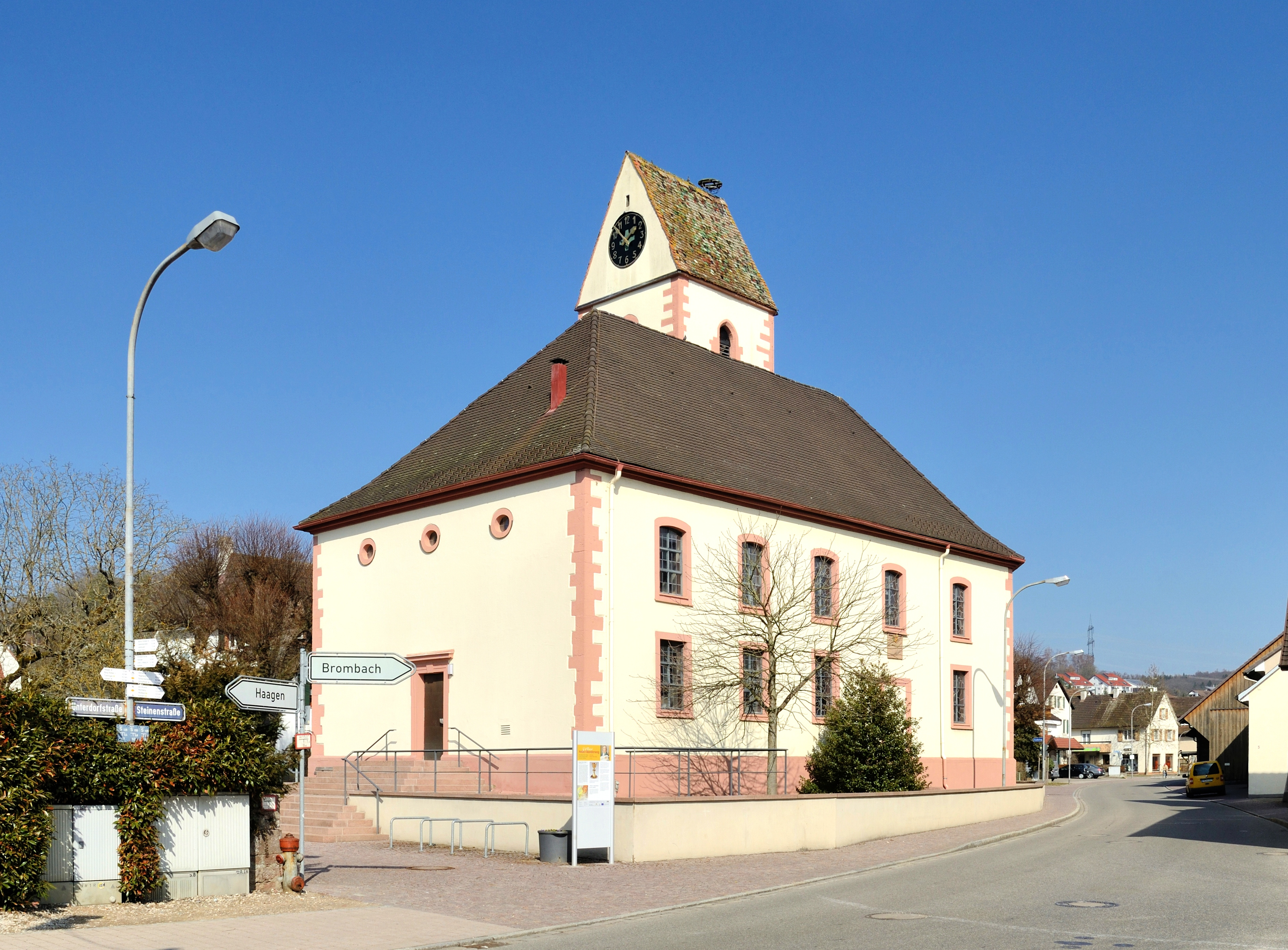
Blick von Südwesten 2012

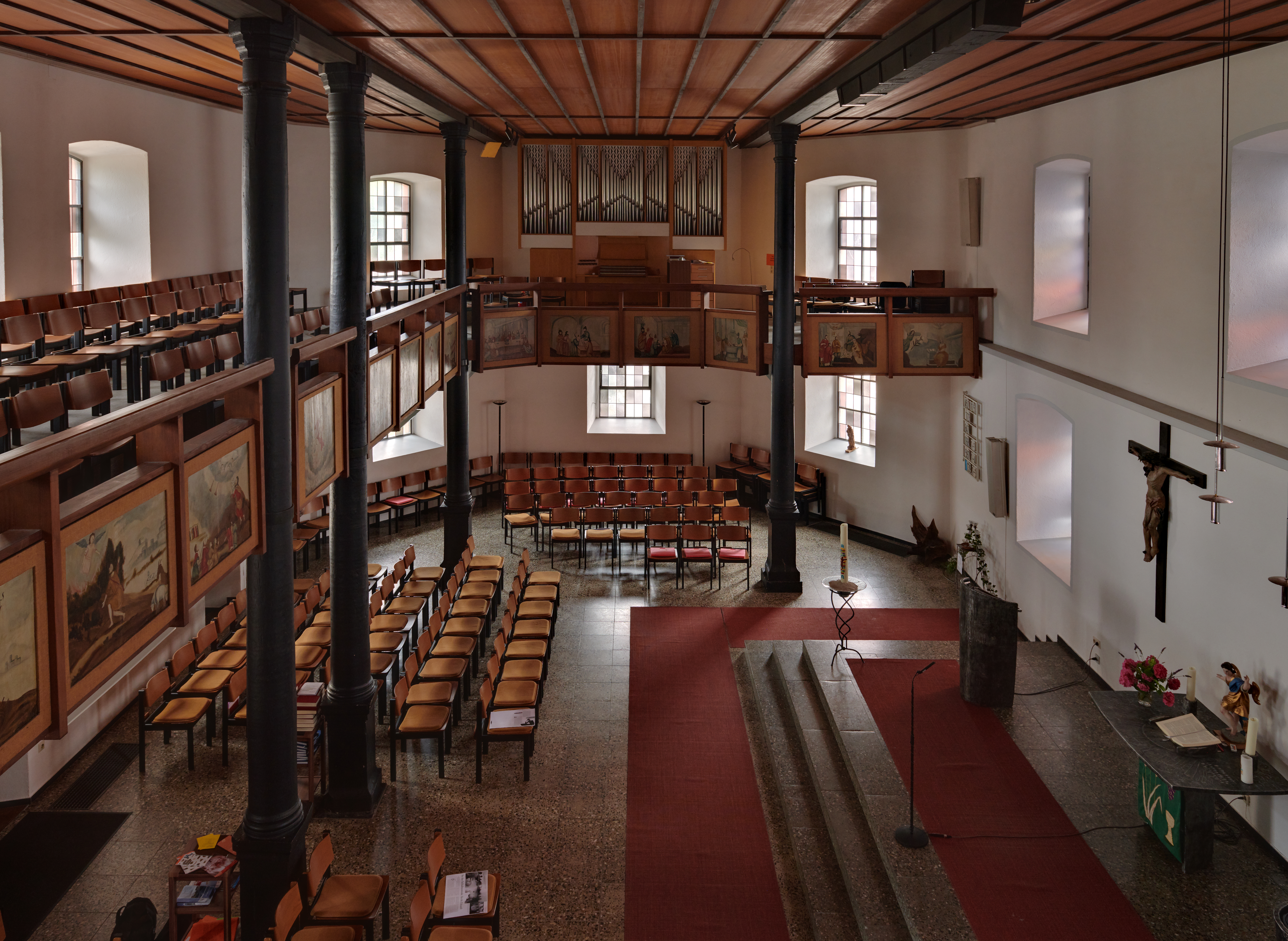
Blick auf das Langhaus von der Empore zum Chor

Die Nikolauskirche in Hauingen ist eine Quersaalkirche deren Langhaus ein einfacher, rechteckiger Baukörper ist, der durch ein gegen Westen und Osten abgewalmtes Satteldach abgeschlossen wird. Die Grundfläche misst etwa 12 × 25 Meter. Zur Ostseite bilden drei gleich breite Seiten von je fünf Meter eines Achtecks den Chor. Die Chorwand trägt in zwei Reihen Fenster an jeder der drei Wände. An der Westwand befinden sich außer dem Portal mit Freitreppe an der Oberseite drei ovale, bullaugenförmige Fenster. An der Südwand befinden sich ebenfalls in zwei Reihen neun Fenster, die Gedenktafel zum Neubau von 1768 und eine inzwischen zugemauerte Tür, von der noch der alte Rahmen zu erkennen ist.
Vom Hauptbaukörper separiert steht der rund 27 Meter hohe Glockenturm unmittelbar an der Nordostseite und trägt auf seinem Satteldach ein Storchennest an seiner Spitze. Die Grundseite des Turmes beträgt sechs Meter. An der Ost- und Westseite des Turms befindet sich je eine Uhr. Die behauenen, rötlichen Quadersteine an den Kanten setzen sich von der verputzten Wandfläche ab. Die Turmhalle ist gewölbt und mit feinen Rippen auf Konsolen verziert, die das alte Hachberg-Wappen tragen.
Die Kirche hat zur Südwest- und zur Nordseite je einen Eingang. Zwischen der Kirche und dem Pfarrhaus liegt der mit Kopfstein gepflasterte Kirchplatz, von wo aus der Haupteingang im Norden erreichbar ist. Seit 2010 markiert eine Infotafel an der Kirche eine Station des Hebel-Wanderweges. Gegenüber der Hauinger Kirche steht auf der anderen Straßenseite das ehemalige Hauinger Rathaus, die heutige Ortsverwaltung.
Vom Westeingang links abgehend befindet sich der Treppenaufgang zur Empore. Diese läuft von der West- über die Nord- zur Ostseite. An der West- und Ostseite sind die zusätzlichen Sitzplätze nach hinten leicht ansteigend angeordnet. Auf der Ostseite befinden sich Sitzplätze beiderseits der Orgel.

### Ausstattung

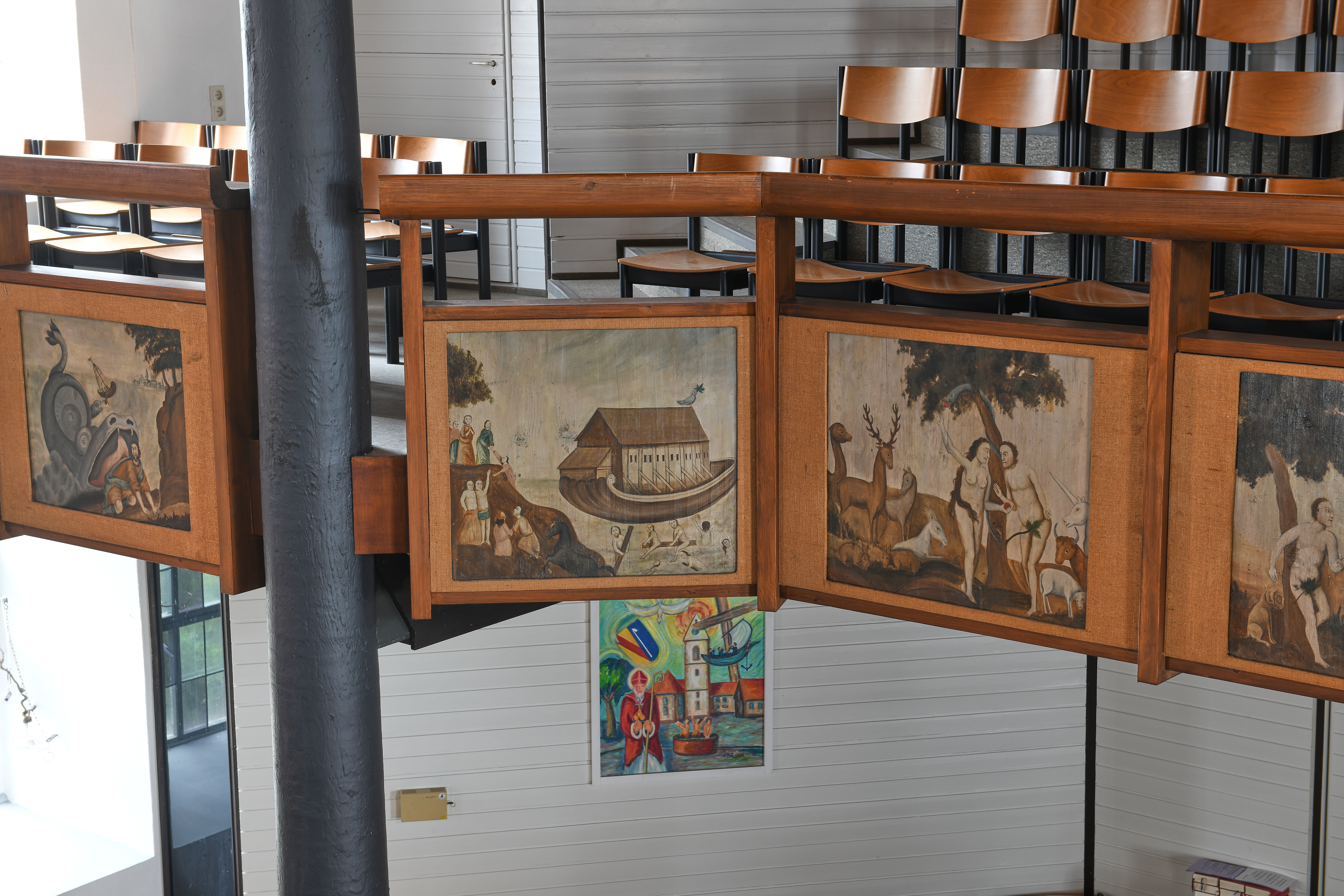
Holztafelmalerei an der Emporenbrüstung

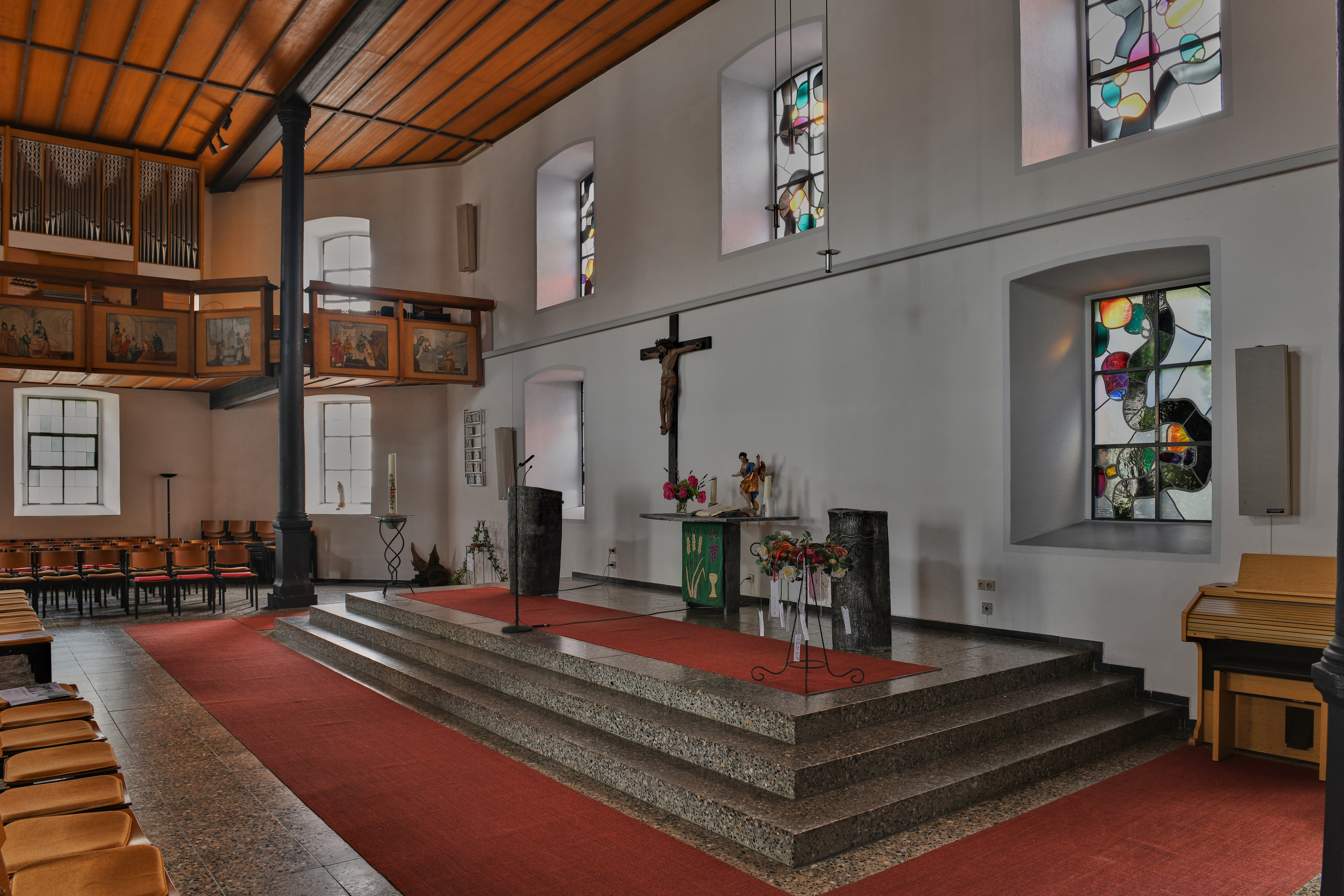
Altarbereich

Der Innenraum ist schlicht und einfach gehalten. Der Umgestaltung sind auch die Bänke gewichen; die gesamte Bestuhlung in der Kirche besteht aus einzelnen Stühlen. Auffälliges Merkmal ist die ebenfalls bestuhlte Empore mit den 33 Holztafeln von Johannes Scherren. Die Bilder enthalten folgende Motive:
| Adam und Eva im Paradies    | Die Versuchung im Paradies             | Mose am Feuerbusch                     |
| Mose empfängt die 10 Gebote | Arche Noah                             | Abraham und Isaak                      |
| Turmbau zu Babel            | Jakobs Traum von der Himmelsleiter     | Daniel in der Löwengrube               |
| Jona und der Walfisch       | Mariä Verkündung                       | Anbetung Jesu durch die Hirten         |
| Anbetung durch die 3 Weisen | Beschneidung Jesu                      | Darstellung im Tempel                  |
| Das Abendmahl               | Kreuzigung Jesu                        | Auferstehung Jesu                      |
| Himmelfahrt Jesu            | Ausgießung des Hl. Geistes (Pfingsten) | Jesus mit Ölzweig und den Zehn Geboten |
| Philippus mit Kreuzstab     | Jakobus mit Walkerstange               | Andreas mit Andreaskreuz               |
| Bartholomäus mit Messer     | Matthias mit Lanze                     | Paulus mit Schwert und Buch            |
| Petrus mit Schlüssel        | Johannes mit Kelch                     | Jakobus d. Ä. mit Pilgerstab           |
| Simon mit Säge              | Thomas mit Winkelscheit                | Matthäus mit Beil                      |

Der Altar befindet sich leicht erhöht vor der Südwand. Wie das Kanzelpult und das Taufbecken, ebenfalls im Altarbereich, besteht er aus Aluminiumguss. Die Wand hinter dem Altar schmückt ein schlichtes Kreuz mit Jesusfigur und ein Bildnis vom Erzengel Gabriel. Die Empore wird von sechs gegossenen Säulen getragen, die sich vom Boden bis zur Decke ziehen.

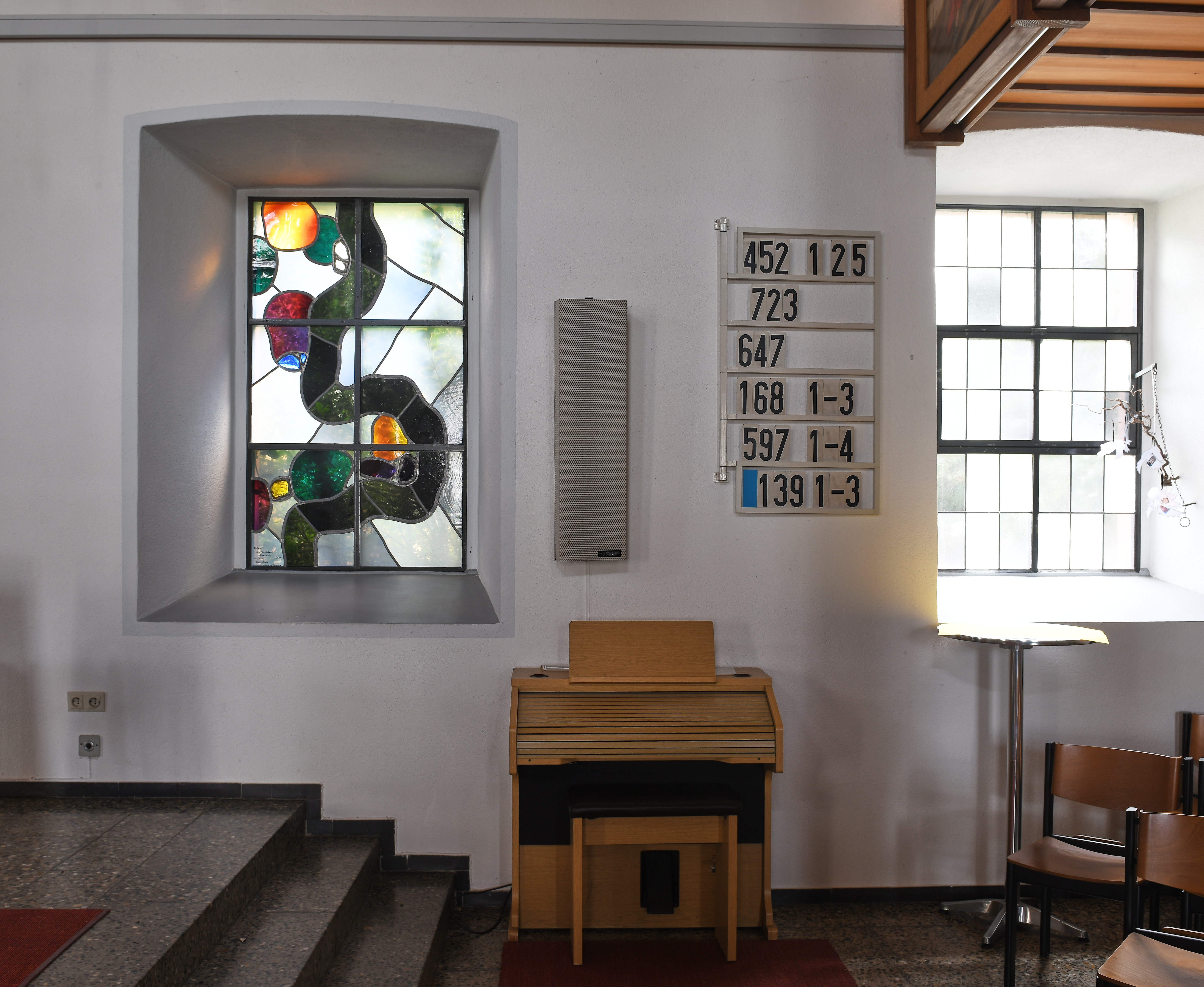
Glasfenster
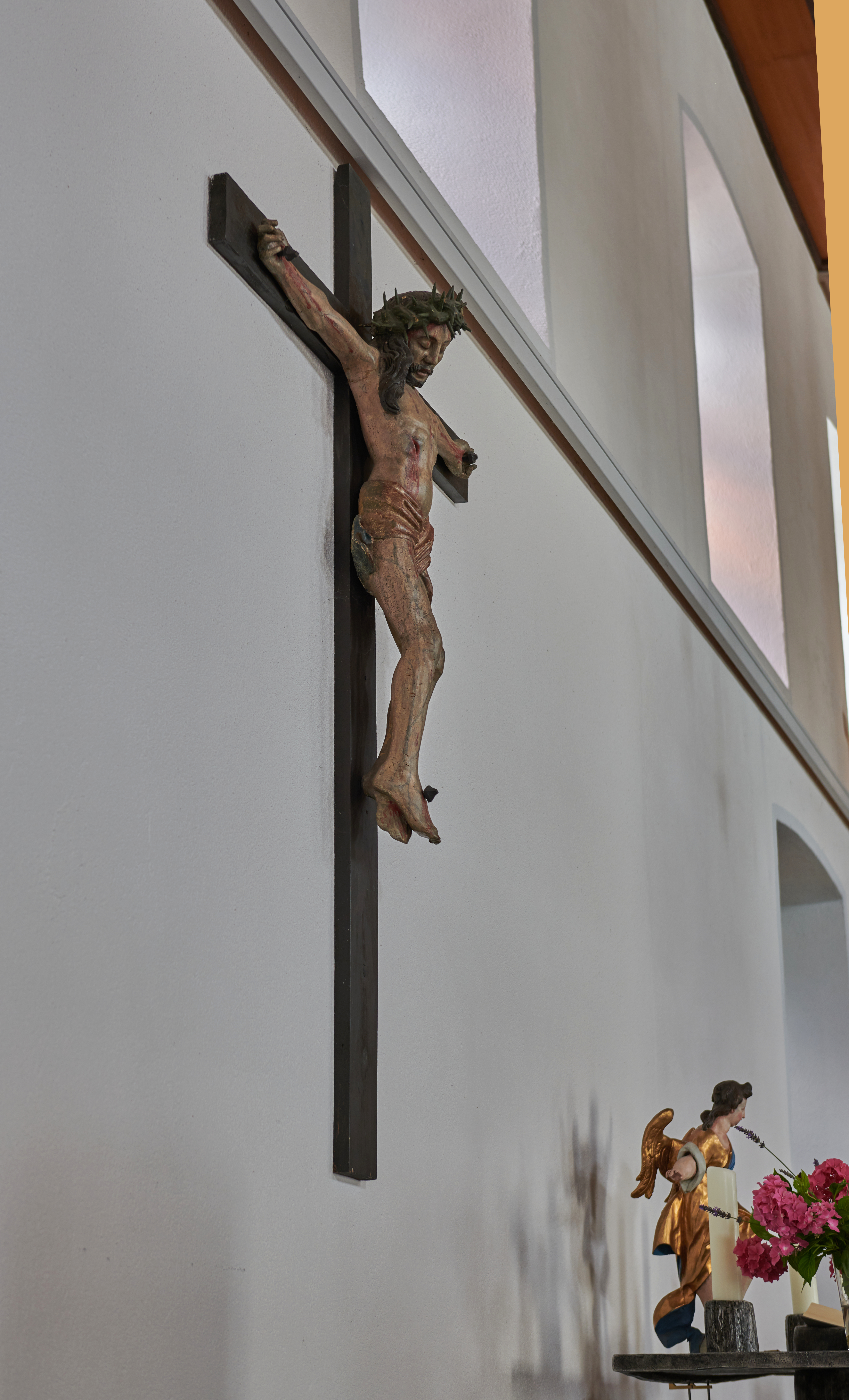
Kruzifix hinter dem Alter
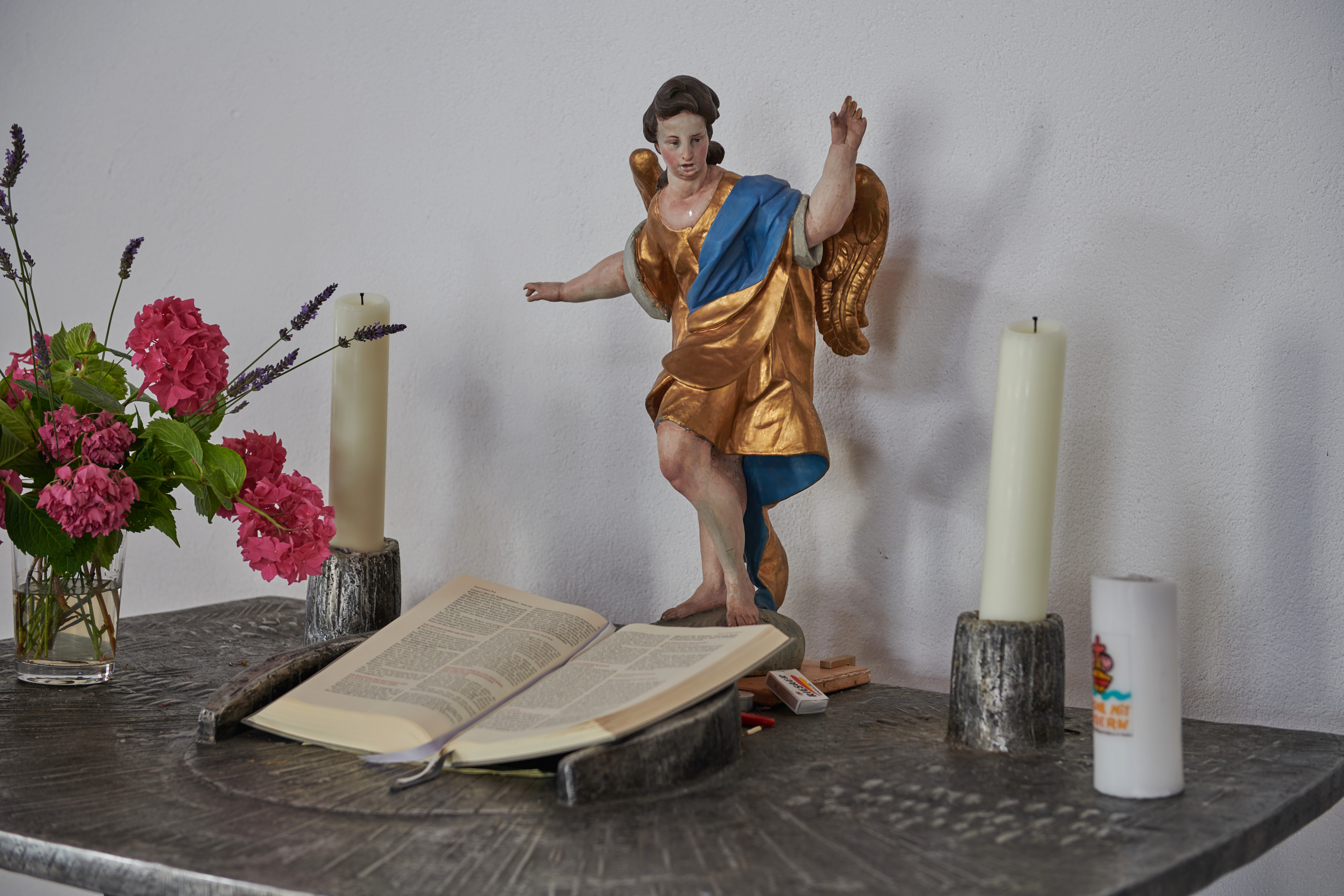
Altarschmuck und Bibel
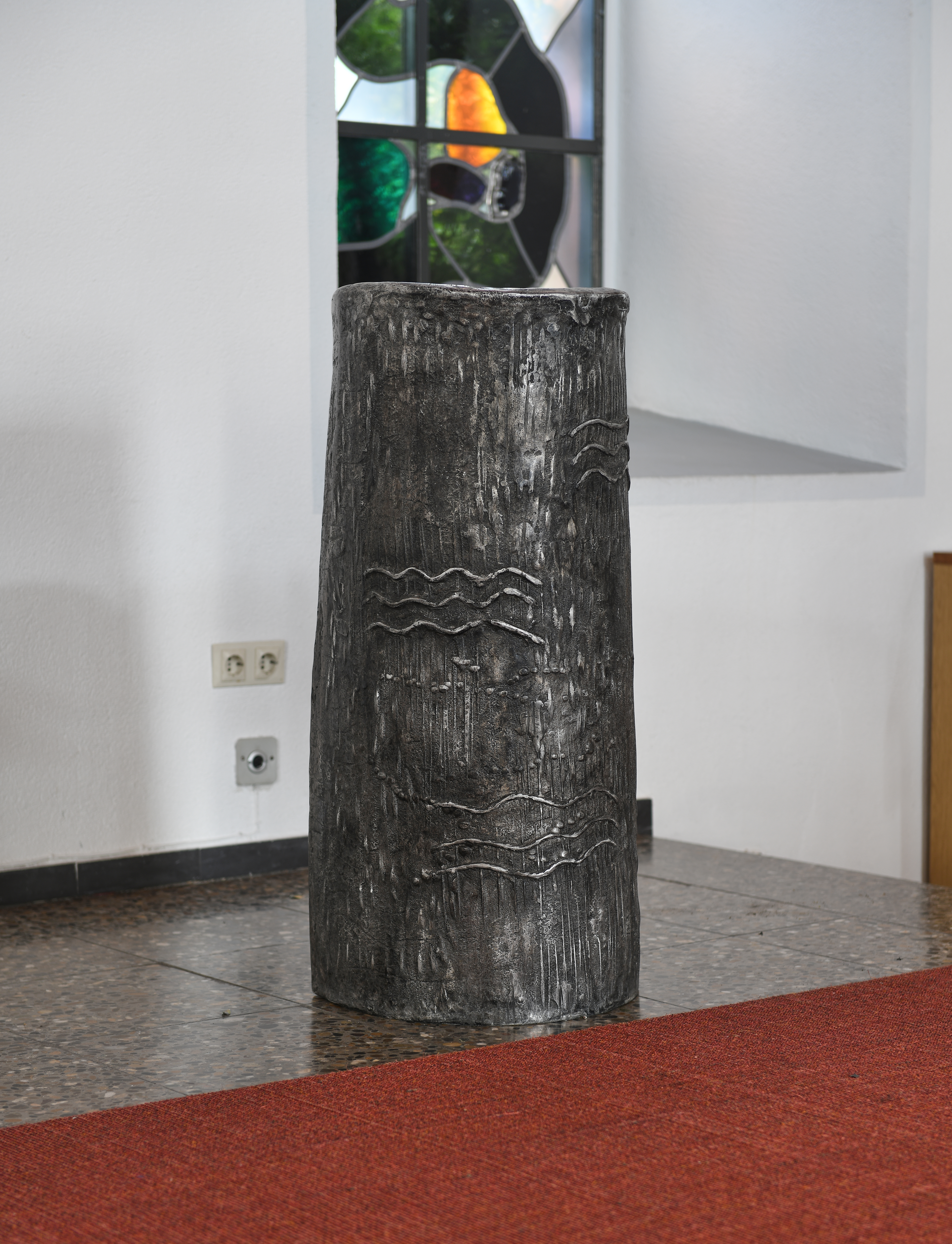
Taufstein

### Orgel

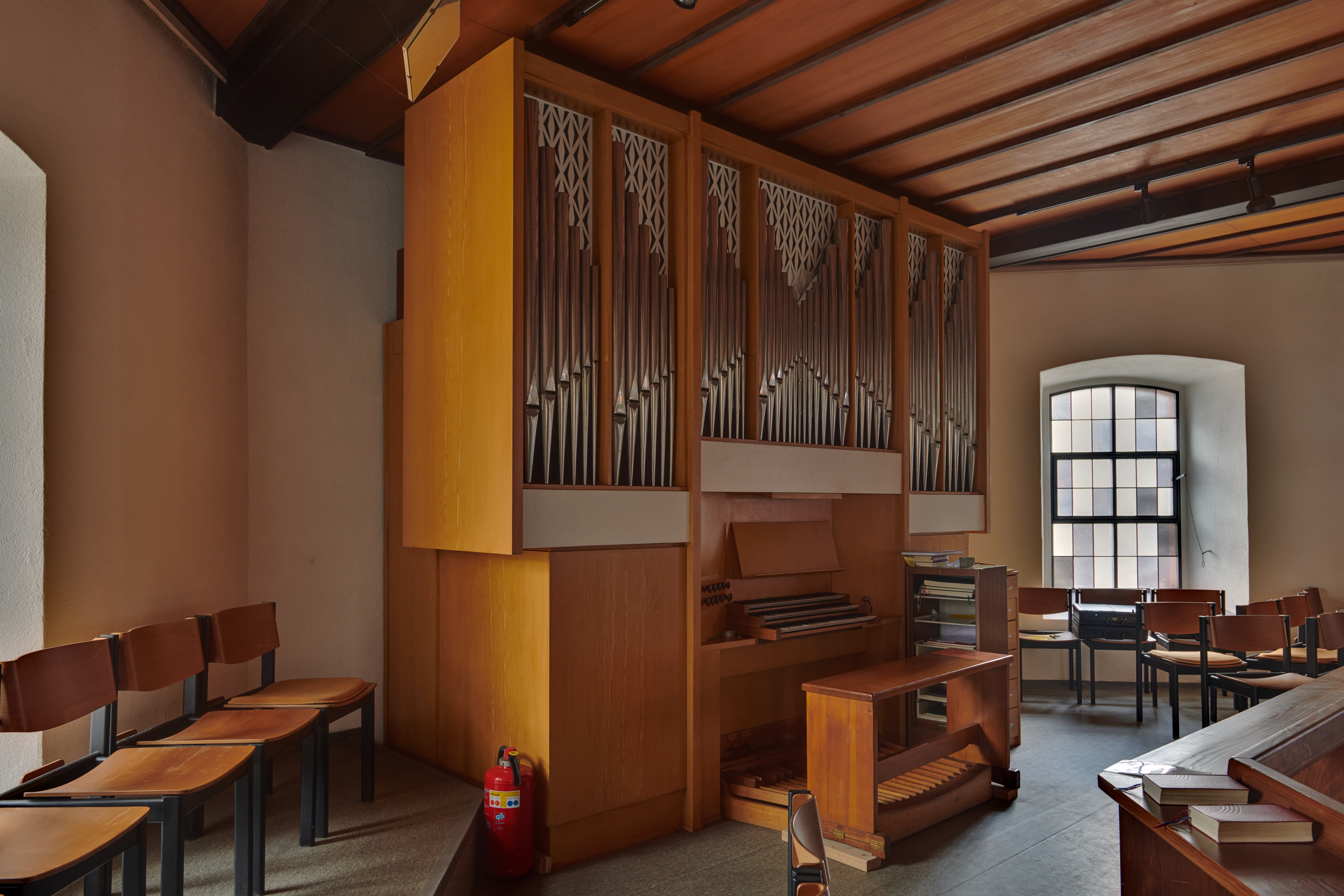
Gesamtansicht der Orgel

Bis 1909 stand in der Nikolauskirche eine Orgel, die 1782 beim Orgelbauer Blasius Bernauer (1740–1818) aus Staufen im Breisgau in Auftrag gegeben wurde, der zu der Zeit in Rheinfelden tätig war. Sie wurde als Gelegenheitskauf für 400 Gulden erworben und 1807 überholt. Nachdem sich allerdings im Laufe der Jahrhunderte Abnutzungs- und Verschleißerscheinungen bemerkbar machten, entschloss sich die Gemeinde, 1909 für 4600 Reichsmark bei G. F. Steinmeyer & Co. in Oettingen in Bayern eine neue Orgel anzuschaffen. Sie hatte zehn Register und zwei Manuale. Die größtenteils durch Spenden von Hauingern finanzierte Orgel musste während des Ersten Weltkrieges teilweise demontiert werden. Die Prospektpfeifen waren zwangsweise an die Heeresverwaltung abzuliefern und konnten erst 1924 wieder erneuert werden.
Seit 1973 steht eine neue Orgel auf der Ostempore im Chor. Das Instrument wurde von Peter Vier in Oberweier bei Lahr gebaut. Es besitzt 13 Register auf zwei Manualwerke und Pedal, arbeitet mit Zwillingslade und mechanischer Spiel- und Registertraktur. Im Jahr 2004 wurde die Orgel von Orgelbauer Späth aus March-Hugstetten saniert und es wurde ein Oboen-Zungenregister hinzugefügt.

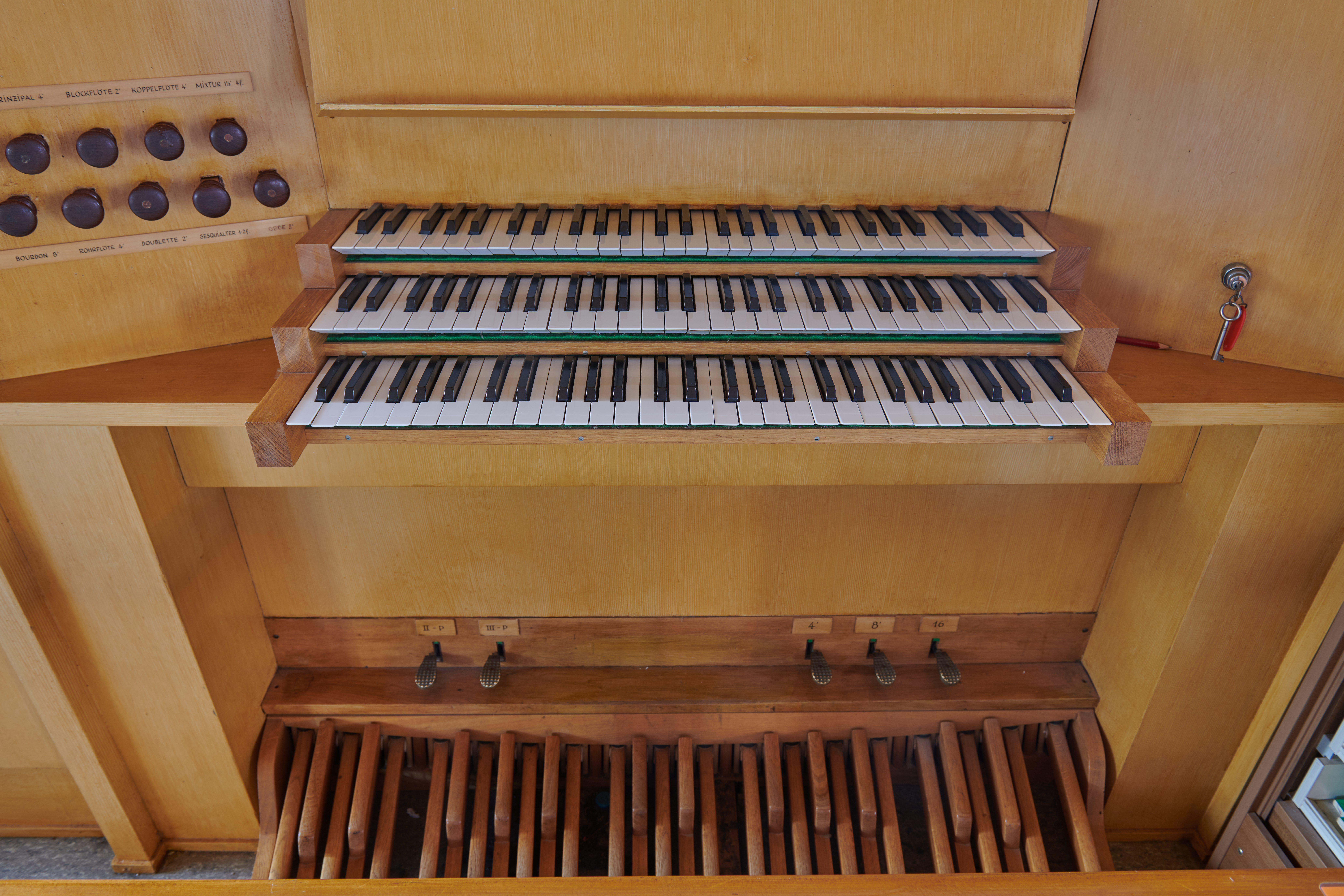
Register, Manual und Pedale

Die aktuelle Orgel hat folgende ursprüngliche Disposition:
| I. Manual  |    |
| Flöte      | 8′ |
| Praestant  | 4′ |
| Rohrflöte  | 4′ |
| Blockflöte | 2′ |
| Mixtur IV  |    |

| II. Manual     |    |
| Gedackt        | 8′ |
| Spitzflöte     | 4′ |
| Prinzipal      | 2′ |
| Sesquialter II |    |
| Sifflet        | 1′ |
| Zimbel III     |    |

| Pedalwerk  |     |
| Subbass    | 16′ |
| Oktavbass  | 8′  |
| Choralbass | 4′  |

### Glocken

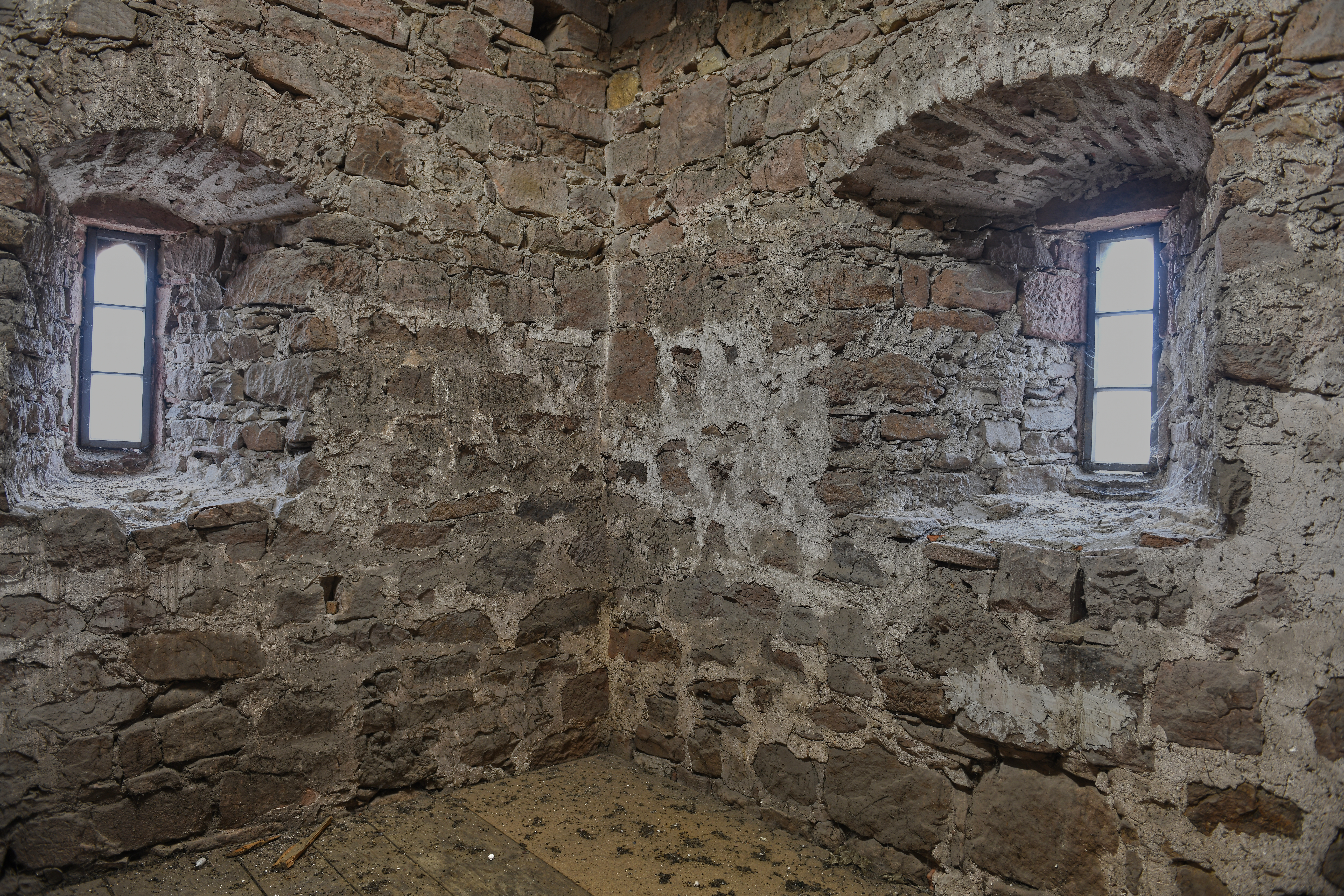
Glockenturm von innen

Nachdem 1909 die alten drei Glocken eingeschmolzen worden waren, erhielt die Gemeinde zwei neue Glocken. Beide wurden in der Glockengießerei Andreas Hamm in Frankenthal in der Pfalz gegossen. Die 505 Kilogramm schwere g-Glocke und die 300 Kilogramm schwere b-Glocke bildeten das Moll-Geläut. Neben Namen von Hauinger Bürgern stand auf der Gegenseite „Zur Ehre Gottes – Eigentum der Gemeinde Hauingen“. Die kleinere Glocke musste am 17. August 1917 kriegsbedingt für 1408,50 Mark an die Heeresverwaltung abgeliefert werden. Als Ersatz dafür wurde 1920 eine drei Zentner schwere d-Glocke aus Bronze erworben. Dazu ließ man bei Bachert in Karlsruhe eine acht Zentner schwere Glocke mit dem Ton b gießen. Die Glocken fielen dem Zweiten Weltkrieg zum Opfer.
Nach dem Krieg erhielt der Bochumer Verein für Gußstahlfabrikation den Auftrag, vier neue Glocken anzufertigen. Sie wurden zum 1. Advent 1950 geweiht. 1977 protestierte eine Neubürgerin gegen die Lautstärke des Geläutes, so dass der damalige Pfarrer Gerhard Reis die Schläge dämpfen ließ. Nach einem Gegenprotest gegen diese Aktion ordnete die Ortsverwaltung an, die gewohnte Schlagstärke wiederherzustellen. Nachdem 2015 die Steuerung defekt war, schwiegen über mehrere Monate hinweg die vier Glocken im Wechsel. Im Juli 2015 konnte das Problem wieder behoben werden.
Die aktuellen vier Glocken aus dem Jahr 1950 von der Nikolauskirche sind:
| Nr. | Bild | Name      | Zitierte Bibelstelle | Nominal | Funktion    |
| --- | ---- | --------- | -------------------- | ------- | ----------- |
| 1   |      | Bethlehem | (Lk 2,10–11 )        | f       | Taufglocke  |
| 2   |      | Wartburg  | (Röm 12,12 )         | as      | Vaterunser  |
| 3   |      | Heimat    | (2 Kor 5,2 )         | b       | Vorläuten   |
| 4   |      | Golgatha  | (Joh 19,30 )         | c       | Totenglocke |

Die Läuteordnung der Gemeinde sieht für die jeweiligen Ereignisse folgende Schemata vor:
- Hauptgottesdienst:
  - 1. Vorläuten um 9 Uhr mit Glocke 3, 2. Vorläuten um 9:30 Uhr mit Glocke 3 bis zu zwei Minuten, dann Glocke 2
  - Hauptläuten von 9:50 bis 10:00 Uhr mit allen Glocken sieben Minuten lang, beim Abstellen mit Glocke 4 anfangen

- Beerdigung:
  - 1. Vorläuten: 1 Stunde davor Glocke 3 zwei Minuten lang
  - 2. Vorläuten: 30 Minuten davor mit Glocken 3 und 2 zwei Minuten lang
  - Hauptläuten: 3 Minuten davor mit Glocke 4 und 3

- Hochzeiten:
  - 1. Vorläuten: 1 Stunde davor Glocke 3
  - 2. Vorläuten: 30 Minuten davor Glocke 3 zwei Minuten lang, dann abstellen, warten, dann Glocke 2
  - Hauptläuten: alle Glocken
  - Einsegnung: Glocke 2

- Betzeitläuten: werktäglich um 18 Uhr, im Sommer um 19 Uhr, Samstag um 18 Uhr als Einläuten des Sonntags mit allen vier Glocken, Sonntags gar nicht

- 11 Uhr Läuten: an allen Tagen bis auf Sonn- und Feiertage

- Jahreswechsel: um 23:53 Uhr Glocke 4 bis 23:58 Uhr, nach dem Uhrschlag 12 läuten für zehn Minuten alle Glocken